# Stenorrhina freminvillei
Stenorrhina freminvillei là một loài rắn trong họ Rắn nước. Loài này được Duméril, Bibron & Duméril mô tả khoa học đầu tiên năm 1854.